# Biblioteca de Arte „Tudor Arghezi”
Biblioteca de Arte „T. Arghezi” este o filială specializată a Bibliotecii Municipale „B.P. Hasdeu”, amplasată în sectorul Râșcani din orașul Chișinău.
Biblioteca de Arte a fost înființată în 1964 ca bibliotecă publică (nr. 22) prin decizia Ministerului Culturii al MSSR și a Inspecției de Stat a Bibliotecilor. Biblioteca arenda un sediu cu o suprafață de 132 m² în clădirea fostei școlii nr. 50 (astăzi Liceul Teoretic „Tudor Vladimirescu”) cu adresa juridică în str. Trandafirilor nr. 31 (astăzi str. Plaiului 17). Fondul de carte în 1968 alcătuia 23.751 volume. Sporirea cantitativă a fondului cu tipuri de documente audio, multimedia, muzică și muzică tipărită, teatru, arte plastice și prestarea serviciilor specializate a condus la atribuirea funcției de bibliotecă specializată în domeniul artelor în 1985 și transferarea fondului în diverse localuri – strada C. Negruzzi nr. 1 și strada Grădinilor nr. 21, actualul local al bibliotecii.
În anul 2010 Bibliotecii de Arte i s-a atribuit numele scriitorului și poetului român al secolului XX Tudor Arghezi. La evenimentul festiv a participat Mitzura Arghezi, fiica poetului.
Componența actuală a fondului bibliotecii la 1 ianuarie 2024 este de 57 868 exemplare, documente pe divers suport fizic și electronic. Documentele speciale „Partituri muzicale”, indicator principal al profilului de bibliotecă specializată alcătuiește 18%  (10598 doc.) din numărul total de documente. 
Altă subcolecție de documente speciale din domeniul artei sunt discurile de vinil, care alcătuiesc 11% (6273 doc.) din colecția integrală. Documentele din domenil artei - albume de artă, volume și studii monografice alcătuiesc  45% (26321 doc.), donații de carte cu autograf ale personalitaților din domeniul de referință,  donații din bibliotecile personale ale personalităților din cultura națională, manuscrise, opera integrală a lui Tudor Arghezi. 
Biblioteca oferă servicii tradiționale (împrumut / consultare, asistență informațională, prelungirea termenului de împrumut, rezervarea documentelor, activități culturale) și servicii moderne la necesitățile comunității, legate de profilul bibliotecii, printre care:  
- Clubul cinefililor – activități, pentru copii și adulți, la subiectele: proiecții de film, incursiune în istoria filmului de animație universal și național, întâlniri cu creatorii de  film de animație.
- Arta vorbirii - serviciul formează abilități de comunicare corectă în limba română – rostirea clară și corectă a vocalelor și consoanelor în cântul vocal, tonalitatea corectă, dezvoltarea vocabularului.

Biblioteca oferă servicii moderne în contextul schimbărilor și inovațiilor din bibliotecile publice:
- Engleza pentru seniori pentru categoria de vârstă „seniori” oferă posibilitatea de învățare a limbii engleze la nivel de începători.
- Programul Connect Plus oferă o gamă de servicii concentrate pe prioritatea de a presta asistență și instruire pentru formarea competențelor IT
- Scanează & livrează (facilitate la accesul resurselor informaționale )

Biblioteca de Arte „Tudor Arghezi” este un actor activ în comunitate prin educarea lecturii, studiului și cercetării